# Adakavas

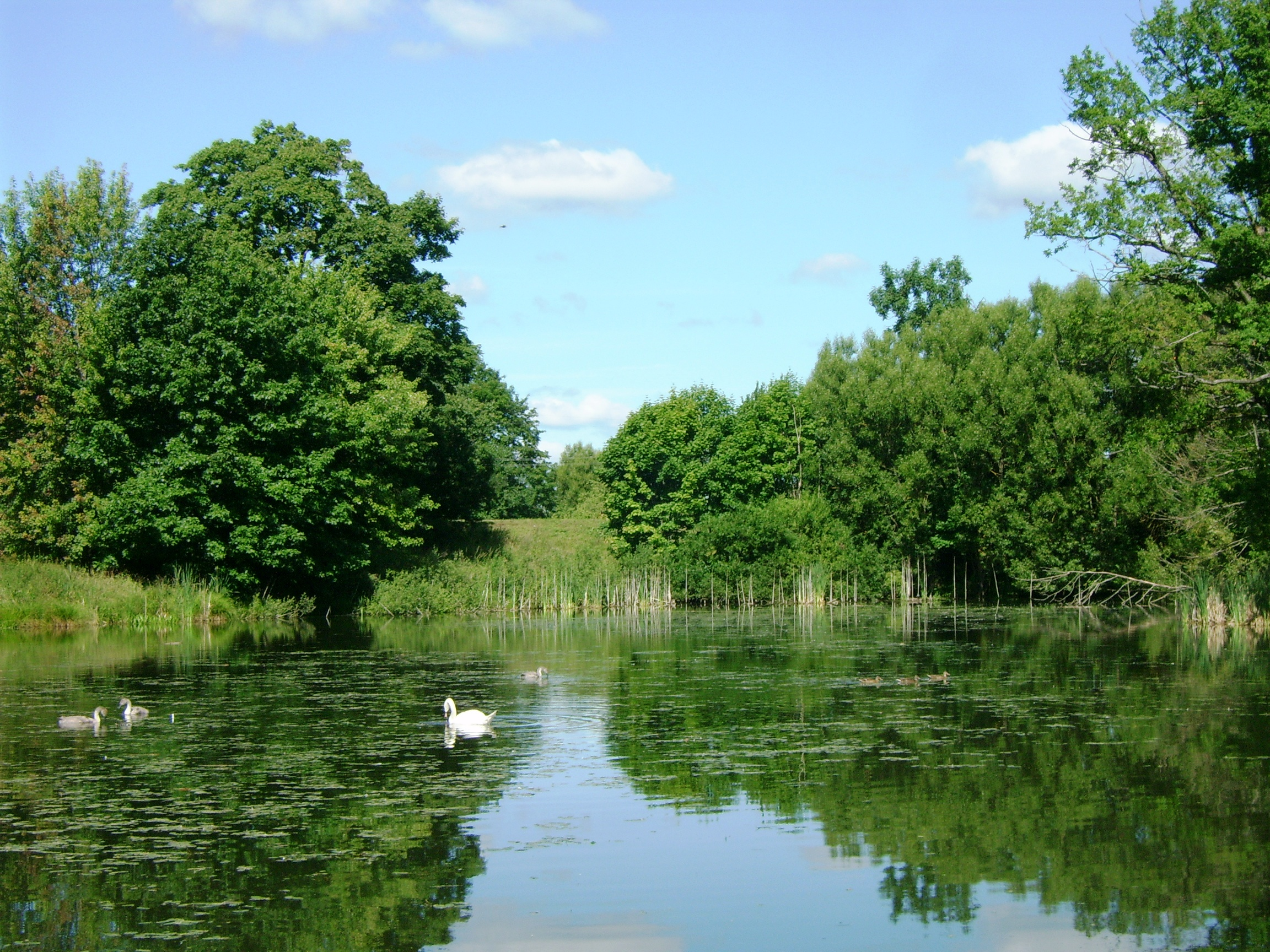
Park in Adakavas

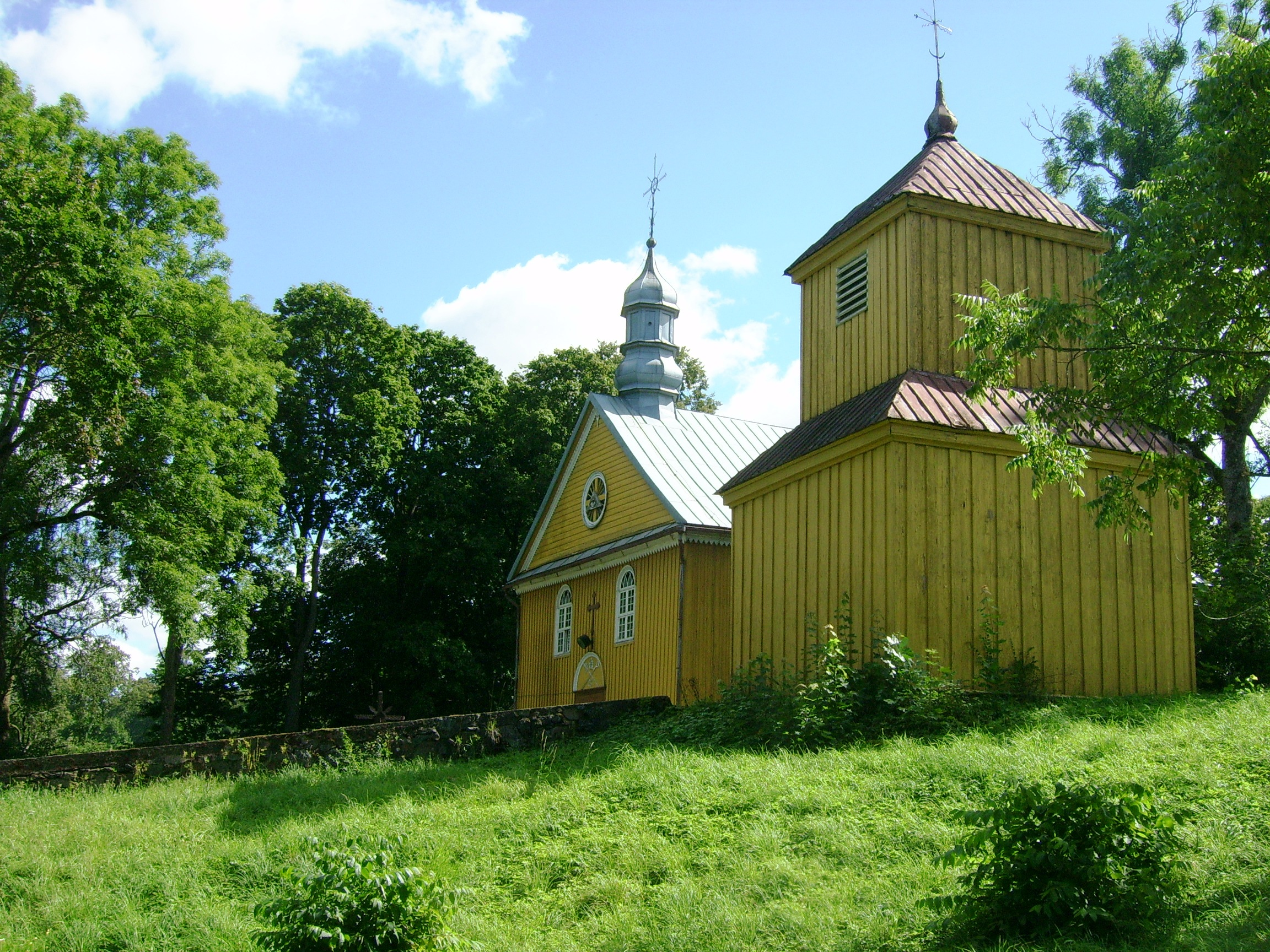
Katholische Kirche

Adakavas (deutsch Adakowen) ist ein Ort in der Rajongemeinde Tauragė in Litauen. 2011 lebten hier 622 Einwohner.

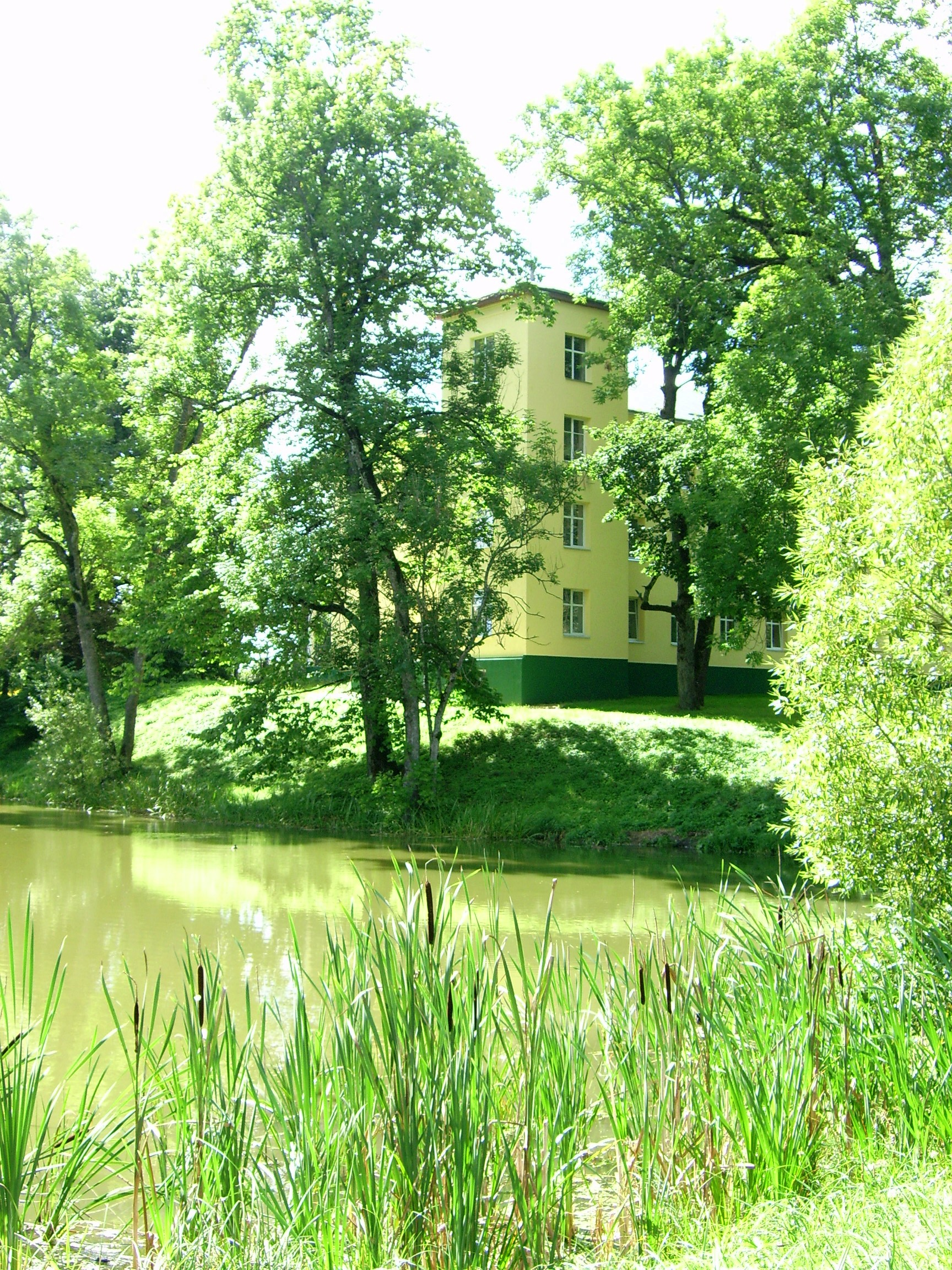
Pensionat

## Kultur
- Katholische Kirche Johannes der Täufer, 1793 erbaut
- Bibliothek
- Schule
- Invalidenpensionat

## Personen
- Algirdas Ražauskas  (1952–2008),  Politiker, Mitglied im Parlament (Seimas)